# Aladdin: La vendetta di Nasira
Aladdin: La vendetta di Nasira (Disney's Aladdin in Nasira's Revenge) è un videogioco a piattaforme per PC e Sony PlayStation sviluppato dalla Argonaut Games e pubblicato nel 2000 dalla Sony Computer Entertainment.
Il gioco racconta una specie di avventura ambientata nel periodo dopo il film Il ritorno di Jafar, ancora nel corso della serie animata e prima di Aladdin e il re dei ladri, e sembra essere un remake del primo Aladdin, sviluppato dalla Virgin Games nel 1993.

## Trama
Dopo l'ennesima sconfitta di Jafar, sua sorella gemella, Nasira, anch'essa maga e conoscitrice delle arti oscure, giura a suo fratello nell'oltretomba di vendicarlo. La perfida strega entra nel regno di Agrabah e spodesta il Sultano e tiene prigioniera sua figlia Jasmine. Aladdin parte in soccorso affiancato dalla scimmietta Abù, il pappagallo Iago, il Genio e il tappeto volante in una coinvolgente avventura per sconfiggere i nemici, Jafar e Nasira, salvano Jasmine e il Sultano e li riportano nel regno di Agrabah per far tornare la pace.

## Modalità di gioco
Lo scopo del gioco è di guidare Aladdin nei vari livelli, avendo a disposizione come armi la classica scimitarra e delle mele, già apparsi nel primo videogioco, con l'unica differenza che è possibile portare con sé solo 10 mele (e non più 99) e in alcuni momenti è necessario rubarle ad un mercante addormentato per ottenerle. Per completare ogni livello è necessario, nella maggior parte dei casi, completare una serie di obiettivi che prevedono il recupero di alcuni oggetti, sbloccando così delle nuove aree. Molti di questi oggetti possono essere acquistati con delle monete d'oro sparse nello scenario. Altri oggetti recuperabili sono i Gettoni del Genio, che permettono di vincere dei bonus alla slot machine del Genio, e le gemme rosse, che sbloccano un livello bonus. Il giocatore ha a disposizione tre vite e tre "continua". Una volta esauriti entrambi o se il giocatore sceglie di non avvalersi di un "continua", il gioco termina. In alcuni livelli bisognerà controllare la scimmietta Abu oppure Jasmine.

### Slot Machine
Se il giocatore termina un livello con almeno un Gettone del Genio, potrà utilizzarlo alle slot machine per ottenere una vita extra (3 facce di Aladdin), un ripristino dell'energia (3 succhi del Genio) o un "continua" addizionale (3 lampade magiche). Se non si ottengono tre simboli uguali o si ottengono 3 facce di Nasira, si perde un gettone senza ottenere nessun bonus. La slot machine è anch'essa ripresa dal primo film di Aladdin.

## Doppiaggio
| Personaggio | Doppiatore originale | Doppiatore italiano |
| ----------- | -------------------- | ------------------- |
| Aladdin     | Scott Weinger        | Massimiliano Alto   |
| Jasmine     | Linda Larkin         | Manuela Cenciarelli |
| Iago        | Gilbert Gottfried    | Marco Bresciani     |
| Genio       | Dan Castellaneta     | Roberto Pedicini    |
| Abu         | Frank Welker         |                     |
| Sultano     | Val Bettin           | Dante Biagioni      |
| Il fachiro  | Dan Castellaneta     | Mario Milita        |
| Razoul      | Jim Cummings         | Michele Kalamera    |
| Nasira      | Jodi Benson          | Alessandra Cassioli |
| Jafar       | Jonathan Freeman     | Massimo Corvo       |